# Viliame Gonelevu
Le révérend Viliame Gonelevu, né vers 1941 et mort le 11 mars 2017, est un homme politique et personnalité de l'influente Église méthodiste des Fidji. À la fin du XXe siècle, il participe à deux gouvernements ethno-nationalistes anticonstitutionnels.

## Biographie
Originaire de la province de Cakaudrove, il est pasteur pour l'Église méthodiste, la principale dénomination chrétienne de la population autochtone des Fidji ; il devient également conseiller financier pour l'Église, et à terme son vice-président. Engagé en politique, il entre à la Chambre des représentants comme député de sa province et avec l'étiquette du parti de l'Alliance aux élections de 1987. L'Alliance, qui représente l'autorité coutumière des chefs autochtones, est au pouvoir depuis avant même l'indépendance du pays en 1970, mais perd les élections de 1987 au profit d'une coalition de partis de gauche menée par le docteur Timoci Bavadra. Avec d'autres députés de l'Alliance tels que Ratu Inoke Kubuabola et Jone Veisamasama, Viliame Gonelevu « refuse d'accepter les résultats » et, « à travers une série de réunions à l'église, formalise une campagne de déstabilisation » contre le gouvernement Bavadra. C'est la naissance du Mouvement taukei, qui mène des manifestations pour exiger que le pouvoir politique soit restitué aux chefs autochtones. Y participent également le révérend Tomasi Raikivi ; des députés tels que Filipe Bole et Qoroniasi Bale ; les syndicalistes ethno-nationalistes autochtones Apisai Tora et Taniela Veitata ; et Ratu Finau Mara, fils aîné du Premier ministre Kamisese Mara battu.
Le colonel Sitiveni Rabuka mène rapidement un coup d'État militaire qui renverse le gouvernement démocratiquement élu. Viliame Gonelevu et d'autres dirigeants de l'Église méthodiste l'exhortent et obtiennent que les Fidji soient déclarés un État chrétien, avec obligation légale de repos dominical pour tous, ainsi que l'institutionnalisation de la suprématie politique autochtone sur le pays. Il est nommé ministre des Communications, des Travaux publics et des Transports dans le gouvernement militaire que dirige le colonel Rabuka,, puis devient ministre de l'Agriculture lorsque Rabuka confie le pouvoir au grand chef autochtone Ratu Kamisese Mara. Il exerce cette fonction jusqu'aux élections législatives de 1992, auxquelles il remporte un siège. Devenu critique envers Rabuka, il soutient à contrecœur ce dernier pour le poste de Premier ministre, Rabuka ayant l'appui de chefs autochtones, et n'est pas inclus dans le nouveau gouvernement.
Il participe également, comme ministre des Terres, au gouvernement ethno-nationaliste autochtone et chrétien que mène Laisenia Qarase de 2000 à 2001 après le coup d'État de 2000 contre le gouvernement travailliste démocratiquement élu de Mahendra Chaudhry. Prenant sa retraite de l'Église en 2011 à l'âge de 70 ans, il meurt six ans plus tard.